# Казаков, Сергей Васильевич
Сергей Васильевич Казаков — генеральный конструктор Научно-производственного центра автоматики и приборостроения им. академика Н. А. Пилюгина, один из разработчиков системы управления ракет-носителей «Ангара» и «Протон-М», межконтинентальных баллистических ракет «Тополь», «Тополь-М» и «Ярс».

## Биография
Родился  08.06.1953.
Окончил МВТУ им. Н. Э. Баумана и с 1976 года работал в НПЦАП. С 2012 г. — генеральный конструктор. До этого - начальник комплексного отделения, заместитель генерального конструктора, главный конструктор направления.
Лауреат Серебряной медали имени академика В. Ф. Уткина 2008 года в номинации «За достижения в научной и практической деятельности по космонавтике и ракетной технике» — за создание, отработку, запуск в производство и техническое сопровождение при эксплуатации систем управления (СУ) боевых ракетных комплексов (БРК) 15Ж60, 15Ж61 (БЖРК), 15Ж65, ПГРК 15Ж55 («Тополь-М»), «Торнадо-С», «Булава» и работу по модернизации СУ БРК «Тополь-М».
Умер 12.02.2019 в результате тяжёлой болезни.
Награждён медалью ордена «За заслуги перед Отечеством» I степени (24.12.2008) .